# Liste der Biografien/Willb
Liste der Biografien |
Portal Biografien |
Personensuche
# |
A |
B |
C |
D |
E |
F |
G |
H |
I |
J |
K |
L |
M |
N |
O |
P |
Q |
R |
S |
T |
U |
V |
W |
X |
Y |
Z |
?
 
Wa |
Wc |
Wd |
We |
Wh |
Wi |
Wj |
Wl |
Wn |
Wo |
Wr |
Ws |
Wt |
Wu |
Ww |
Wy |
Wz
 
Wia |
Wib |
Wic |
Wid |
Wie |
Wif |
Wig |
Wih |
Wii |
Wij |
Wik |
Wil |
Wim |
Win |
Wio |
Wip |
Wir |
Wis |
Wit |
Wiv |
Wiw |
Wix |
Wiz
 
Wila |
Wilb |
Wilc |
Wild |
Wile |
Wilf |
Wilg |
Wilh |
Wili |
Wilj |
Wilk |
Will |
Wilm |
Wiln |
Wilo |
Wilp |
Wilr |
Wils |
Wilt |
Wilu |
Wilw |
Wily |
Wilz
 
Willa |
Willb |
Willc |
Willd |
Wille |
Willf |
Willg |
Willh |
Willi |
Willj |
Willk |
Willm |
Willn |
Willo |
Willr |
Wills |
Willu |
Willv |
Willw |
Willy
Die Liste der Biografien führt alle Personen auf, die in der deutschsprachigen Wikipedia einen Artikel haben. Dieses ist eine Teilliste mit 10 Einträgen von Personen, deren Namen mit den Buchstaben „Willb“ beginnt.

## Willb

### Willbe
- Willberg, Alexander (* 1955), deutscher Fluglehrer und Autor mehrerer Bücher über den Segelflugsport
- Willberg, Hans Peter (1930–2003), deutscher Typograf, Illustrator, Buchgestalter, Hochschullehrer und Fachautor

### Willbo
- Willbold, Dieter (* 1965), deutscher Biochemiker und Strukturbiologe
- Willborn, Johanna (1838–1908), deutsche Pädagogin und Schriftstellerin

### Willbr
- Willbrand, Klaus (1941–2025), deutscher Antiquar
- Willbrandt, Hannelore (1923–2003), deutsche Widerstandskämpferin gegen den Nationalsozialismus
- Willbrandt, Nils (* 1967), deutscher Filmregisseur und Drehbuchautor

### Willbu
- Willburg, Anton Karl von (1728–1789), österreichischer Arzt
- Willburger, Nina (* 1973), deutsche Provinzialrömische und Klassische Archäologin
- Willburger, Peter (1942–1998), österreichischer Maler und Radierer